# 黄金眼007
《黄金眼007》是一款由Rare开发，根据1995年詹姆斯·邦德电影《新鐵金剛之金眼睛》改编的第一人称射击游戏。游戏于1997年8月23日在任天堂64游戏机平台上发布。在游戏的单人模式中，玩家扮演的英国秘密情报局特工詹姆斯·邦德，他为阻止黑社会性质犯罪组织使用反卫星武器对抗伦敦而战斗。该游戏还包括一个分屏多人游戏模式，两个，三个或四个玩家可以参加死斗游戏的不同类型。该游戏在第一人称射击游戏发展史上具有重要地位，拓展了游戏主机在表现该类别游戏上的潜力，标志着第一人称射击游戏从《毀滅戰士》模式向更加现实主义的风格转变。该游戏中发展出的不同的任务目标、可缩放的狙击步枪、潜入元素、多人死斗模式都成为后来同类型游戏的标准。
2010年，游戏的重制版由动视在Wii和任天堂DS上推出，次年在Xbox 360和PlayStation 3上推出重制高清版本《黄金眼007 重装上阵》（GoldenEye 007: Reloaded）。

## 历史地位
《黄金眼007》是第一部引入了“伤害计算”概念的游戏，即命中部位不同，造成伤害也就不同，爆头这一概念在FPS游戏领域中出现。